# Pablo Torres (1987)
Pablo Torres Muiño (Cambre, 27 november 1987) is een voormalig Spaans wielrenner die anno 2019 reed voor Interpro Cycling Academy.

## Carrière
Vanaf augustus 2010 liep Torres stage bij Xacobeo Galicia. Namens deze ploeg reed hij de Ronde van Burgos en de Coppa Bernocchi. Ondanks dat hij deel uitmaakte van het team dat vierde werd in de ploegentijdrit in de Spaanse etappekoers, kreeg hij geen profcontract aangeboden.
In 2012 tekende Torres een contract bij Burgos BH-Castilla y León, een Spaanse ploeg op continentaal niveau. In zijn eerste seizoen bij de ploeg werd hij onder meer twaalfde op het nationale wegkampioenschap en zevende in de laatste etappe van de Ronde van León. Een jaar later werd hij onder meer zesde in het eindklassement van de Ronde van China II.
In 2017 behaalde Torres zijn eerste UCI-overwinning: nadat hij in de eerste etappe van de Ronde van Gironde al derde was geworden, won hij een dag later de sprint van een kleine groep. Door zijn overwinning nam hij de winst in zowel het eind- als het puntenklassement voor de neus van Flavien Maurelet weg. In juli werd hij tiende in de Prueba Villafranca de Ordizia, waar Sergej Sjilov in de sprint met vijftien renners aan het langste eind trok. Ruim twee weken eerder was Torres al achtste geworden in het eindklassement van de Trofeo Joaquim Agostinho.

## Overwinningen
2017
2e etappe Ronde van Gironde
Eind- en puntenklassement Ronde van Gironde
2019
7e etappe Ronde van Japan

## Resultaten in voornaamste wedstrijden
| Jaar | Ronde van Italië | Ronde van Frankrijk | Ronde van Spanje |
| ---- | ---------------- | ------------------- | ---------------- |
| 2018 |                  |                     | 129e             |

| Jaar | Clásica San Sebastián |
| ---- | --------------------- |
| 2018 | 81e                   |

## Ploegen
- 2010 –  Xacobeo Galicia (stagiair vanaf 1-8)
- 2012 –  Burgos BH-Castilla y León
- 2013 –  Burgos BH-Castilla y León
- 2014 –  Burgos-BH
- 2015 –  Burgos BH
- 2016 –  Burgos BH
- 2017 –  Burgos BH
- 2018 –  Burgos-BH
- 2019 –  Interpro Cycling Academy

Buru · Cubero · del Pino · López · Martín · Merino · Riutort · Robredo · Salas · Solé · Torres
Belda · Castrillo · Cubero · Jiménez · Jurado · Linares · López · Merino · Quiroz · Robredo · Rojo · Ruiz · Salas · Torres
Cabedo · Cubero · Ezquerra · González · Herklotz · Langellotti · López · Mamykin · Mendes · Merino · Mitri · Robredo · Rubio · Salas · Sessler · Simón · Torres